# Serie A (1998/1999)
Serie A 1998/1999 – 97. edycja najwyższej w hierarchii klasy mistrzostw Włoch w piłce nożnej, organizowanych przez Lega Nazionale, które odbyły się od 13 września 1998 do 23 maja 1999. Mistrzem został Milan, zdobywając swój 16.tytuł.

## Organizacja
Liczba uczestników pozostała bez zmian (18 drużyn). Salernitana, Venezia, Cagliari i Perugia awansowali z Serie B. Rozgrywki składały się z meczów, które odbyły się systemem kołowym u siebie i na wyjeździe, w sumie 34 rund: 3 punkty przyznano za zwycięstwo i po jednym punkcie w przypadku remisu, z możliwą dogrywką, rozstrzygać sytuacje ex aequo w końcowej klasyfikacji.. Zwycięzca rozgrywek ligowych otrzymywał tytuł mistrza Włoch. Cztery ostatnie drużyny spadało bezpośrednio do Serie B.

## Drużyny
| Uczestnicy poprzedniej edycji                                                                                 | Uczestnicy poprzedniej edycji | Uczestnicy poprzedniej edycji | Uczestnicy poprzedniej edycji |
| --- | ----------------------------- | ----------------------------- | ----------------------------- |
| JUV | Juventus                      | 1                             |                               |
| INT | Inter Mediolan                | 2                             |                               |
| UDI | Udinese                       | 3                             |                               |
| ROM | Roma                          | 4                             |                               |
| FIO | Fiorentina                    | 5                             |                               |
| PAR | Parma                         | 6                             |                               |
| LAZ | Lazio                         | 7                             |                               |
| BOL | Bologna                       | 8                             |                               |
| SAM | Sampdoria                     | 9                             |                               |
| MIL | Milan                         | 10                            |                               |
| BAR | Bari                          | 11                            |                               |
| EMP | Empoli                        | 12                            |                               |
| PIA | Piacenza                      | 13                            |                               |
| VIC | Vicenza                       | 14                            |                               |
| Spadek z poprzedniej edycji                                                                                   |                               |                               |                               |
| BRE | Brescia                       | 15                            |                               |
| ATA | Atalanta                      | 16                            |                               |
| LCE | Lecce                         | 17                            |                               |
| NAP | Napoli                        | 18                            |                               |
| Awans z Serie B 1997/1998                                                                                     |                               |                               |                               |
| SAL | Salernitana                   | 1                             |                               |
| VEN | Venezia                       | 2                             |                               |
| CAG | Cagliari                      | 3                             |                               |
| PER | Perugia                       | 4                             |                               |
| Oznaczenia: - kolumna pierwsza – skróty nazw drużyn, - kolumna trzecia – miejsce zajęte w poprzednim sezonie. |                               |                               |                               |

## Tabela
| Lp. | Drużyna         | M  | Z  | R  | P  | B+ | B- | +/– | Pkt | Kwalifikacja lub spadek                     |
| --- | --------------- | -- | -- | -- | -- | -- | -- | --- | --- | ------------------------------------------- |
| 1   | Milan (C)       | 34 | 20 | 10 | 4  | 59 | 34 | +25 | 70  | Kwalifikacja do Ligi Mistrzów               |
| 2   | Lazio           | 34 | 20 | 9  | 5  | 65 | 31 | +34 | 69  | Kwalifikacja do Ligi Mistrzów               |
| 3   | Fiorentina      | 34 | 16 | 8  | 10 | 55 | 41 | +14 | 56  | Kwalifikacja do Ligi Mistrzów               |
| 4   | Parma           | 34 | 15 | 10 | 9  | 55 | 36 | +19 | 55  | Kwalifikacja do Ligi Mistrzów               |
| 5   | Roma            | 34 | 15 | 9  | 10 | 69 | 49 | +20 | 54  | Kwalifikacja do Pucharu UEFA                |
| 6   | Udinese         | 34 | 16 | 6  | 12 | 52 | 52 | 0   | 54  | Kwalifikacja do Pucharu UEFA                |
| 7   | Juventus        | 34 | 15 | 9  | 10 | 42 | 36 | +6  | 54  | Kwalifikacja do rundy III Pucharu Intertoto |
| 8   | Inter Mediolan  | 34 | 13 | 7  | 14 | 59 | 54 | +5  | 46  |                                             |
| 9   | Bologna         | 34 | 11 | 11 | 12 | 44 | 47 | −3  | 44  | Kwalifikacja do Pucharu UEFA                |
| 10  | Bari            | 34 | 9  | 15 | 10 | 39 | 44 | −5  | 42  |                                             |
| 11  | Venezia         | 34 | 11 | 9  | 14 | 38 | 45 | −7  | 42  |                                             |
| 12  | Piacenza        | 34 | 11 | 8  | 15 | 48 | 49 | −1  | 41  |                                             |
| 13  | Cagliari        | 34 | 11 | 8  | 15 | 49 | 50 | −1  | 41  |                                             |
| 14  | Perugia         | 34 | 11 | 6  | 17 | 43 | 61 | −18 | 39  | Kwalifikacja do rundy II Pucharu Intertoto  |
| 15  | Salernitana (R) | 34 | 10 | 8  | 16 | 37 | 51 | −14 | 38  | Spadek do Serie B                           |
| 16  | Sampdoria (R)   | 34 | 9  | 10 | 15 | 38 | 55 | −17 | 37  | Spadek do Serie B                           |
| 17  | Vicenza (R)     | 34 | 8  | 9  | 17 | 27 | 47 | −20 | 33  | Spadek do Serie B                           |
| 18  | Empoli (R)      | 34 | 4  | 10 | 20 | 26 | 63 | −37 | 22  | Spadek do Serie B                           |

1. ↑  ROM 7 pkt. JUV 5 pkt. UDI 4 pkt.
2. ↑  Udinese zakwalifikował się do Pucharu UEFA po wygraniu kwalifikacji do Pucharu UEFA z Juventusem
3. ↑  Juventus zakwalifikował się do rundy III Pucharu Intertoto
4. ↑  Bologna zakwalifikował się do Pucharu UEFA po wygraniu baraży o 3.miejsce w Pucharze w kwalifikacji do Pucharu UEFA z Interem Mediolan
5. 1 2  BAR 1-0 VEN, VEN 2-1 BAR
6. 1 2  CAG 3-2 PIA, PIA 2-0 CAG
7. ↑  Perugia zakwalifikowała się do rundy II Pucharu Intertoto po rezygnacji kilku wyżej sklasyfikowanych drużyn.
8. ↑  Empoli został ukarany 2 punktami za próbę przekupstwa sędziego podczas meczu z Sampdorią 25 października 1998.

## Wyniki
Drużyny grają ze sobą dwa razy u siebie i na wyjeździe.
| Gospodarz \ Gość | BAR | BOL | CAG | EMP | FIO | INT | JUV | LAZ | MIL | PAR | PER | PIA | ROM | SAL | SAM | UDI | VEN | VIC |
| ---------------- | --- | --- | --- | --- | --- | --- | --- | --- | --- | --- | --- | --- | --- | --- | --- | --- | --- | --- |
| Bari             |     | 0–0 | 1–1 | 2–1 | 0–0 | 1–0 | 0–1 | 1–3 | 0–0 | 1–1 | 2–1 | 3–1 | 1–4 | 0–0 | 3–1 | 1–1 | 1–0 | 0–0 |
| Bologna          | 3–1 |     | 1–3 | 2–0 | 3–0 | 2–0 | 3–0 | 0–1 | 2–3 | 0–0 | 1–1 | 3–1 | 1–1 | 1–1 | 2–2 | 1–3 | 2–1 | 4–2 |
| Cagliari         | 3–3 | 0–1 |     | 5–1 | 1–1 | 2–2 | 1–0 | 0–0 | 1–0 | 1–0 | 2–2 | 3–2 | 4–3 | 3–1 | 5–0 | 1–2 | 0–1 | 1–0 |
| Empoli           | 0–2 | 0–0 | 2–1 |     | 0–3 | 1–2 | 1–0 | 0–0 | 1–1 | 3–5 | 2–0 | 1–2 | 0–0 | 2–3 | 0–1 | 1–3 | 2–2 | 1–0 |
| Fiorentina       | 2–2 | 1–0 | 4–2 | 2–0 |     | 3–1 | 1–0 | 1–1 | 0–0 | 2–1 | 5–1 | 2–1 | 0–0 | 4–0 | 1–0 | 1–0 | 4–1 | 3–0 |
| Inter Mediolan   | 2–3 | 3–1 | 5–1 | 5–1 | 2–0 |     | 0–0 | 3–5 | 2–2 | 1–3 | 2–0 | 1–0 | 4–1 | 2–1 | 3–0 | 1–3 | 6–2 | 1–1 |
| Juventus         | 1–1 | 2–2 | 1–0 | 0–0 | 2–1 | 1–0 |     | 0–1 | 0–2 | 2–4 | 2–1 | 1–0 | 1–1 | 3–0 | 2–0 | 2–1 | 3–2 | 2–0 |
| Lazio            | 0–0 | 2–0 | 2–0 | 4–1 | 2–0 | 1–0 | 1–3 |     | 0–0 | 2–1 | 3–0 | 4–1 | 3–3 | 6–1 | 5–2 | 3–1 | 2–0 | 1–1 |
| Milan            | 2–2 | 3–0 | 1–0 | 4–0 | 1–3 | 2–2 | 1–1 | 1–0 |     | 2–1 | 2–1 | 1–0 | 3–2 | 3–2 | 3–2 | 3–0 | 2–1 | 1–0 |
| Parma            | 2–1 | 1–1 | 1–1 | 1–0 | 2–0 | 1–0 | 1–0 | 1–3 | 4–0 |     | 3–1 | 0–1 | 1–1 | 2–0 | 1–1 | 4–1 | 2–2 | 0–0 |
| Perugia          | 0–1 | 0–0 | 2–1 | 3–1 | 2–2 | 2–1 | 3–4 | 2–2 | 1–2 | 2–1 |     | 2–0 | 3–2 | 1–0 | 2–0 | 1–3 | 1–0 | 3–1 |
| Piacenza         | 3–2 | 5–0 | 2–0 | 0–0 | 4–2 | 0–0 | 0–2 | 1–1 | 1–1 | 3–6 | 2–0 |     | 2–0 | 1–1 | 4–1 | 4–3 | 0–1 | 2–0 |
| Roma             | 1–1 | 3–1 | 3–1 | 1–1 | 2–1 | 4–5 | 2–0 | 3–1 | 1–0 | 1–0 | 5–1 | 2–2 |     | 3–1 | 3–1 | 4–0 | 2–0 | 3–0 |
| Salernitana      | 2–2 | 4–0 | 1–3 | 1–1 | 1–1 | 2–0 | 1–0 | 1–0 | 1–2 | 1–2 | 2–0 | 1–1 | 2–1 |     | 2–0 | 1–2 | 1–0 | 2–1 |
| Sampdoria        | 1–0 | 1–1 | 0–0 | 3–0 | 3–2 | 4–0 | 1–2 | 0–1 | 2–2 | 0–2 | 1–1 | 3–2 | 2–1 | 1–0 |     | 1–1 | 2–1 | 0–0 |
| Udinese          | 4–0 | 2–0 | 2–1 | 0–0 | 1–0 | 0–1 | 2–2 | 0–3 | 1–5 | 2–1 | 1–2 | 1–0 | 2–1 | 2–0 | 2–2 |     | 1–1 | 2–1 |
| Venezia          | 2–1 | 0–2 | 1–0 | 3–2 | 4–1 | 3–1 | 1–1 | 2–0 | 0–2 | 0–0 | 2–1 | 0–0 | 3–1 | 0–0 | 0–0 | 1–0 |     | 1–2 |
| Vicenza          | 1–0 | 0–4 | 2–1 | 2–0 | 1–2 | 1–1 | 1–1 | 1–2 | 0–2 | 0–0 | 3–0 | 1–0 | 1–4 | 1–0 | 1–0 | 2–3 | 0–0 |     |

## Kwalifikacja do Pucharu UEFA
baraże o 6. miejsce w Serie A
| 28 maja 1999 | Udinese | 0:0 | Juventus | Stadio Friuli, Udine Sędzia: Graziano Cesari (Genua) |
|              |         |     |          |                                                      |

| 31 maja 1999 | Juventus · Inzaghi 23' (k) | 1:1 | Udinese · Poggi 71' | Stadio Delle Alpi, Turyn Sędzia: Stefano Braschi (Prato) |
|              |                            |     |                     |                                                          |

baraże o 3. miejsce w Pucharze Włoch
| 27 maja 1999 | Inter Mediolan · Baggio 59' | 1:2 | Bologna · Andersson 7' · Paramatti 49' | Stadio Giuseppe Meazza, Mediolan Sędzia: Robert Boggi (Salerno) |
|              |                             |     |                                        |                                                                 |

| 30 maja 1999 | Bologna · Signori 3' · Bettarini 41' | 2:1 | Inter Mediolan · Ventola 90' | Stadio Renato Dall'Ara, Bolonia Sędzia: Graziano Cesari (Genua) |
|              |                                      |     |                              |                                                                 |

Udinese i Bologna zakwalifikował się do Pucharu UEFA, a Juventus zakwalifikował się do rundy III Pucharu Intertoto

## Najlepsi strzelcy
| Bramki | Strzelcy          | Drużyna        |
| ------ | ----------------- | -------------- |
| 22 (7) | Márcio Amoroso    | Udinese        |
| 21     | Gabriel Batistuta | Fiorentina     |
| 19 (2) | Oliver Bierhoff   | Milan          |
| 18     | Marco Delvecchio  | Roma           |
| 16 (1) | Hernán Crespo     | Parma          |
| 16 (2) | Roberto Muzzi     | Cagliari       |
| 15 (2) | Marcelo Salas     | Lazio          |
| 15 (2) | Giuseppe Signori  | Bologna        |
| 15 (8) | Simone Inzaghi    | Piacenza       |
| 14 (7) | Ronaldo           | Inter Mediolan |

## Skład mistrzów
| Zwycięzca Serie A 1998/99 |
| ------------------------- |
| Milan 16 Tytuł            |

| formacja | Piłkarz (liczba meczów)      |
| --- | ---------------------------- |
| Abbiati Sala Costacurta Maldini Helveg Albertini Ambrosini Guglielminpietro Boban Bierhoff Weah | Christian Abbiati (18)       |
| Abbiati Sala Costacurta Maldini Helveg Albertini Ambrosini Guglielminpietro Boban Bierhoff Weah | Luigi Sala (24)              |
| Abbiati Sala Costacurta Maldini Helveg Albertini Ambrosini Guglielminpietro Boban Bierhoff Weah | Alessandro Costacurta (29)   |
| Abbiati Sala Costacurta Maldini Helveg Albertini Ambrosini Guglielminpietro Boban Bierhoff Weah | Paolo Maldini (31)           |
| Abbiati Sala Costacurta Maldini Helveg Albertini Ambrosini Guglielminpietro Boban Bierhoff Weah | Thomas Helveg (29)           |
| Abbiati Sala Costacurta Maldini Helveg Albertini Ambrosini Guglielminpietro Boban Bierhoff Weah | Demetrio Albertini (29)      |
| Abbiati Sala Costacurta Maldini Helveg Albertini Ambrosini Guglielminpietro Boban Bierhoff Weah | Massimo Ambrosini (26)       |
| Abbiati Sala Costacurta Maldini Helveg Albertini Ambrosini Guglielminpietro Boban Bierhoff Weah | Andrés Guglielminpietro (21) |
| Abbiati Sala Costacurta Maldini Helveg Albertini Ambrosini Guglielminpietro Boban Bierhoff Weah | Zvonimir Boban (27)          |
| Abbiati Sala Costacurta Maldini Helveg Albertini Ambrosini Guglielminpietro Boban Bierhoff Weah | Oliver Bierhoff (34)         |
| Abbiati Sala Costacurta Maldini Helveg Albertini Ambrosini Guglielminpietro Boban Bierhoff Weah | George Weah (26)             |
| Abbiati Sala Costacurta Maldini Helveg Albertini Ambrosini Guglielminpietro Boban Bierhoff Weah | Trener: Alberto Zaccheroni   |
| Pozostałe piłkarze: Leonardo (27), Bruno N'Gotty (25), Maurizio Ganz (20), Christian Ziege (17), Ibrahim Ba (15), Sebastiano Rossi (13), Roberto Ayala (11), Domenico Morfeo (11), Roberto Donadoni (9), Francesco Coco (6), Federico Giunti (6), Jens Lehmann (5), André Cruz (2), Mohammed Aliyu Datti (1), Giampiero Maini (1). |                              |